# Seznam guvernerjev Severne Dakote
Seznam guvernerjev Severne Dakote.
- John Miller Republikanec 1889 - 1891
- Andrew H. Burke Republikanec 1891 - 1893
- Eli C. D. Shortridge neodvisen 1893 - 1895
- Roger Allin Republikanec 1895 - 1897
- Frank A. Briggs Republikanec 1897 - 1898
- Joseph M. Devine Republikanec 1898 - 1899
- Frederick B. Fancher Republikanec 1899 - 1901
- Frank White (guverner) Republikanec 1901 - 1905
- E. Y. Sarles Republikanec 1905 - 1907
- John Burke Demokrat 1907 - 1913
- L. B. Hanna Republikanec 1913 - 1917
- Lynn Frazier Non-Partisan League 1917 - 1921
- R. A. Nestos Republikanec 1921 - 1925
- A. G. Sorlie Republikanec 1925 - 1928
- Walter Maddock Republikanec 1928 - 1929
- George F. Shafer Republikanec 1929 - 1933
- William Langer Republikanec 1933 - 1934
- Ole H. Olson Republikanec 1934 - 1935
- Thomas H. Moodie Demokrat 1935-1935
- Walter Welford Republikanec 1935 - 1937
- William Langer Republikanec 1937 - 1939
- John Moses Demokrat 1939 - 1945
- Fred George Aandahl Republikanec 1945 - 1951
- Clarence Norman Brunsdale Republikanec 1951 - 1957
- John E. Davis Republikanec 1957 - 1961
- William L. Guy Demokrat 1961 - 1973
- Arthur A. Link Demokrat 1973 - 1981
- Allen I. Olson Republikanec 1981 - 1984
- George A. Sinner Demokrat 1985 - 1992
- Edward T. Schafer Republikanec 1992 - 2000
- John Hoeven Republikanec 2000 - 2010
- Jack Dalrymple Republikanec 2010 - 2016
- Doug Burgum Republikanec 2016 -